# 昌平駅 (北京地下鉄)
昌平駅（しょうへいえき）とは中華人民共和国北京市昌平区に位置する北京地下鉄昌平線の駅である。

## 駅構造
開業当初からホームドア設置。

## 駅周辺
- 北京市昌平区人民政府
- 北京市昌平区人民検察院
- 北京市昌平区第二中学
- 悦薈万科広場

### 昌平南大街（昌平南大街）
2025年現在、当駅経由の路線バスは以下のとおりである。
- 345系統-快速（朝鳳庵村～徳勝門西バスターミナル）
- 655系統（昌平東関～土楼村）
- 870系統（興寿北駅～南口西駅）
- 快速直達専線121系統（朝鳳庵村→清河小営橋南/清河小営橋北→朝鳳庵村）
- 専105系統（朝鳳庵村～朝鳳庵村、時計回り）
- 専106系統（朝鳳庵村～朝鳳庵村、反時計回り）
- 昌11系統（地下鉄南邵駅～新建村）
- 昌11系統-北荘（地下鉄南邵駅～北荘村）
- 昌36系統（緑海家園～営坊村西）
- 昌52系統（昌平北駅～大柳樹路口西）
- 昌59系統（昌平西関～官牛坊橋北）
- 昌66系統（昌平北駅～辛力屯）
- 昌67系統（昌平北駅～昭陵）
- H54系統（于家園～昌平西関）

### 昌平鼓楼南街北口（昌平鼓楼南街北口）
2025年現在、当駅経由の路線バスは以下のとおりである。
- 326系統（朝鳳庵村～地下鉄南邵駅）
- 559系統（昌平北駅～丈頭村）
- C104系統（朝鳳庵村～北街家園五区）
- 昌13系統（乃幹屯～管廠家属院北門）
- 昌21系統（昌平北駅～香堂）
- 昌21系統-八家村（昌平北駅～香堂）
- 昌36系統（緑海家園～営坊村西）
- 昌52系統（昌平北駅～大柳樹路口西）
- 昌55系統（昌平東関～土楼村）
- 昌55系統支線（白浮村東～上口村）
- 昌55系統支線-分水嶺（白浮村東～分水嶺村）
- 昌56系統（昌平北駅～前白虎澗）
- 昌56系統（区間運行）（昌平北駅～土城）
- 昌57系統（昌平北駅～前白虎澗）
- 昌57系統（区間運行）-高鉄（昌平北駅～昌平高速鉄道駅）
- 昌57系統（区間運行）（昌平北駅～神牛路口東）
- 昌63系統（昌平北駅～創元東路）
- 昌66系統（昌平北駅～辛力屯）
- 昌67系統（昌平北駅～昭陵）
- 郊100系統（昌平北駅～小漁陽）

## 歴史
- 2015年9月21日 - 昌平西山口 - 南邵間はこの駅を含めて乗客なしの試運転を開始した[2]。
- 2015年12月26日 - 北京地下鉄昌平線が開業[3]。

## 隣の駅
北京地下鉄
■昌平線
昌平東関駅 - 昌平駅 - 十三陵景区駅

## 乗り換え
中国国鉄京通線および京包線の列車が発着する昌平北駅へは当駅が最寄であるが、約1km離れているので注意を要する。